# والتر جيمس يونغ
والتر جيمس يونغ (بالإنجليزية: Walter James Young)‏ هو شخصية أعمال أسترالي، ولد في 2 أبريل 1872، وتوفي في 5 يناير 1940.